# Jacob Kats

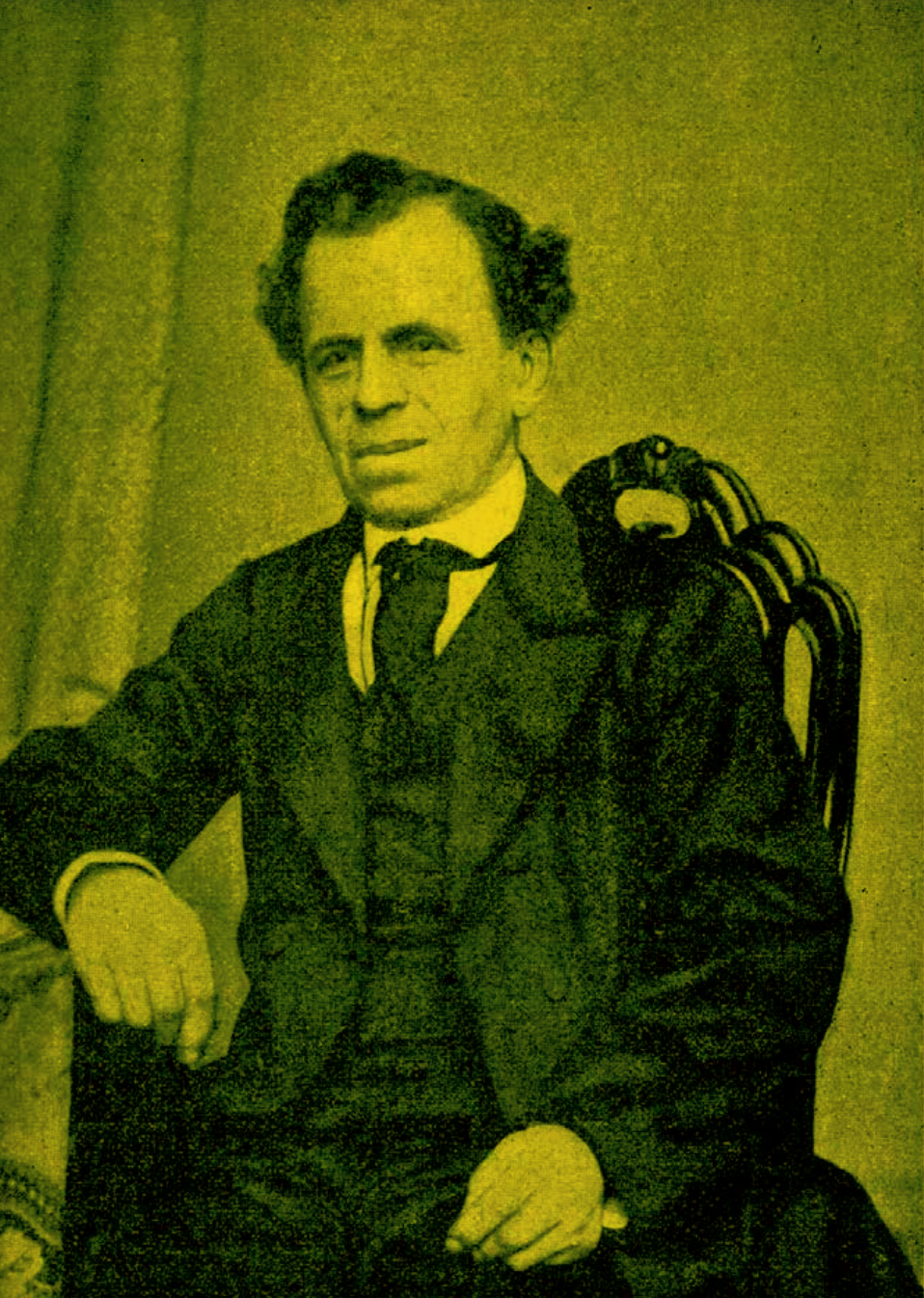

Jacob Kats (Antwerpen, 5 mei 1804 – Brussel, 16 januari 1886) was een Vlaams onderwijzer, schrijver, toneelregisseur en pionier van het socialisme in België.

## Levensloop
Jacob Kats was de zoon van een gewezen Hollandse officier, die als gevolg van een duel het land had moeten verlaten. Kats werkte als kind in Lier in een weverij. In 1819 verhuisde de familie naar Brussel, waar Jacob en zijn broers vanaf 1823 kosteloos avondonderwijs volgden in een openbare school opgericht door koning Willem I der Nederlanden. Hij leerde er op 18-jarige leeftijd lezen en schrijven. Een korte tijd was hij onderwijzer, maar bij de onafhankelijkheid van België in 1830 verloor hij zijn diploma en werd hij weer wever. 
Hij werd bekend doordat hij schreef over de wantoestanden in de Belgische samenleving. Om ze te bestrijden richtte hij in 1833 de Maetschappij der Verbroedering op, geïnspireerd door de ideeën van Saint-Simon en Lamennais. Daarbinnen creëerde hij een toneelgezelschap dat verlichte auteurs als Voltaire en Kotzebue opvoerde, naast eigen werk. Hij organiseerde tussen 1836 en 1847 politieke meetings in Brussel en andere steden in Vlaanderen. De Staatsveiligheid hield hem nauwlettend in het oog.
Vanaf 1836 begon hij toneelstukken te schrijven op basis van de theorieën die hij in zijn toespraken naar voor bracht. Hij zette hierbij arbeiders als toneelspelers in en was zelf tegelijkertijd regisseur en toneelspeler. Deze toneelstukken lokten veel publiek. Een politiecommissaris lokte, in opdracht van de ongeruste autoriteiten, tijdens een van de bijeenkomsten een opstootje uit. Meerdere opstootjes volgden en Kats werd een drietal keer gearresteerd. Nochtans was hij gekant tegen gewelddadig protest, om de machthebbers geen munitie te geven. Hij zei daarover: "Laten we matig zijn of we zijn verloren."
In de periode 1836-1840 gaf Kats ook zijn blad Den Waren Volksvriend uit, gevolgd door het maandblad Het boek des Volks (1840). In de Volksvriend publiceerde hij als feuilleton 't Wonderjaer van Hendrik Conscience. Zijn publicaties kon hij uitgeven dankzij de hulp van enkele democratische Franstalige sympathisanten, onder wie Lucien Jottrand. Ook schreef hij in de volkstaal satirische volksliedjes, polemische brochures en volksalmanakken. 
In 1847 was hij betrokken bij de Association démocratique, waarvan  Karl Marx ondervoorzitter was. Hij werkte ook samen met Marx en Friedrich Engels voor de Brüsseler Zeitung. Hij had ook nauwe contacten met priester Charles Helsen, de stichter van de schismatieke Kerk van de Johannieten in Brussel. Kats werd een trouwe bezoeker van de bidplaats van Helsen in de Fabrieksstraat.
Na jarenlang actie te hebben gevoerd, raakte Kats in 1848 door het mislukken van de revolutionaire beweging in Europa ontmoedigd. Hij had het vertrouwen verloren in de mondelinge en schriftelijke propaganda. Wel bleef hij nog actief en nam onder meer deel aan het Nederlandsch Letterkundig Congres van 1851 in Brussel. 
In 1850 richtte hij het Toneel der Volksbeschaving op in Brussel. Hij fungeerde er als auteur, directeur, regisseur en acteur, met naast zich Peter Benoît als componist en dirigent. In 1858 verenigde hij zijn groep met zes andere Brusselse toneelkringen tot het Vlaemsch Tooneelverbond. Het project ging al het jaar daarop ten onder, door gebrek aan middelen.
Het belang van Kats ligt hierin dat hij steeds de sociale strijd en de Vlaamse strijd aan elkaar gekoppeld heeft. De taalstrijd zag hij in de eerste plaats als een sociale strijd.

## Publicaties
- De Goede Vrydag (1835)
- Den verlichten boer (1835)
- Klaes Lyden (1835)
- Nieuwe-Jaersch-Wensch aen mynen evennaesten voor het jaer 1835, met eene duydelyke verklaring dat Jesus-Christus den zaligmaker der menschen is (1835)
- De voorbereyding van de kiezing aen de herberg, of de vergelyking van den bermhertigen Samaritaen (1835)
- De Vyanden van het Licht, of de Tegenwerkingen van de Maetschappy der Verbroedering (1836)
- De gelukkige Volksplanting (1836)
- Het Aerdsch Paradys, of den zegeprael der broederliefde (1836)
- Belgische Volks-Almanak (jaren 1836 tot 1844)
- Antwoord op een naemloos lasterschrift tegen de Meetings of volksvergaderingen in Belgiën (1840)
- Het Boek des Volks, maendelykschen weêrgalm der Vlaemsche Meetings en der demokratieke Grondstellingen, Brussel, J. Kats, April-Mei 1840.
- Volkshandboekje (1842 en 1843)
- Volksgedichten (1851)
- Pier-La-La, Wie lagchend’ ’t licht verspreidt, Ook ’t volk tot waerheid leidt  (1854)
- De Belgische Natie (1856)
- De vrek (1857)
- Werk en Kapitaal (1872)
- Belgische Volks-Almanak (1874 en 1875)
- Een woord over de Belgische Grondwet. De kennis der Grondwet is niet alleen nuttig voor eenigen, maar zelfs voor alle Belgen (1882)

Kats publiceerde of was redacteur van de volgende kranten:
- Uilenspiegel
- De Volksvriend
- Pierlala
- De Wekker
- De Weergalm der Belgische Meetings
- De Waerzegger